# 藍沢梨夏
藍沢 梨夏（あいさわ りか）は、日本のグラビアアイドル、現役OL、フィットネスモデル、タレント、元タクシードライバーである。茨城県育ち、東京在住。

## 略歴
自称、パンチラリズム探求家と名乗り、SNSには「チラリズム感」「フェチズム」満載の写真を投稿し、「りったん」と呼ばれている。この投稿写真で藍沢を知った雑誌社から声がかかったのがデビューのきっかけ。「パンチラは世界共通の文化」をモットーに掲げ活動している。

## 人物
- 筑波大学理系出身
- 元タクシードライバー
- 趣味は筋トレ、銭湯巡り、ドライブ、ダイビング、バックパックで一人旅
- 特技は道を覚えること、ダイエット

## 作品

### 雑誌
- 週刊ポスト 筑波大卒リケジョが研究する「完全なるパンチラ」[6]（2021年8月、小学館）ASIN B09BJSRD68

### 写真集

#### デジタル写真集
- パンチラの向こう側[4]（2021年8月、小学館、撮影：渋谷藍）ASIN B09CKRY614

### DVD
- フェティシズム[7][8][9][10]（2021年10月20日、ラインコミュニケーションズ）EAN 4529971411166
- いけないご奉仕（2022年1月26日、イーネット・フロンティア）EAN 4571369472082
- 昼下がりの贖罪（2022年4月22日、イーネット・フロンティア）EAN 4571369472266